# Sigrun Casper

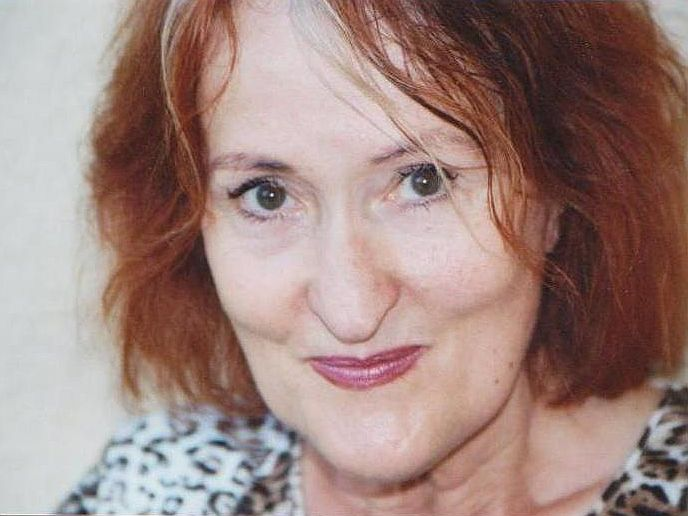
Sigrun Casper

Sigrun Casper (* 18. Mai 1939 in Kleinmachnow) ist eine deutsche Schriftstellerin.

## Leben

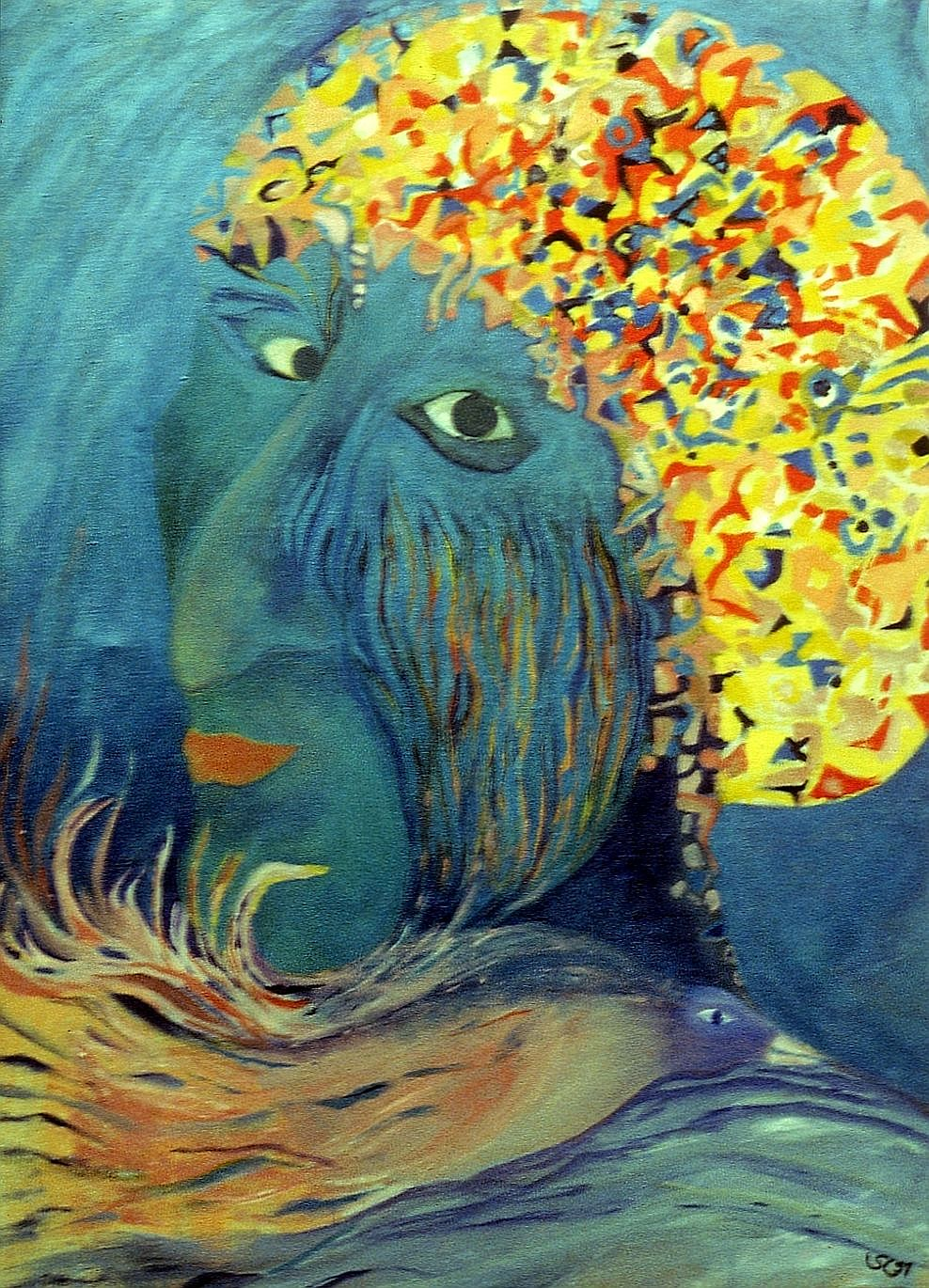
„Flausen im Kopf“, 1991

Nach ihrem Abitur 1957 absolvierte Sigrun Casper zunächst eine einjährige Ausbildung zur Industrienäherin im VEB Berliner Linie, bevor sie 1958–1959 an der Leipziger Theaterhochschule Schauspiel studierte. Nach Abbruch dieses Studiums war sie 1959–1961 als Verkäuferin in der Deutschen Bücherstube in Berlin-Mitte tätig, bevor ihr Ende 1961 die Flucht über den Checkpoint Charlie nach West-Berlin gelang, wo sie 1962–1966 an der Akademie für Werkkunst und Mode (1971 in die Hochschule für bildende Künste integriert) Stoffmusterentwurf studierte.
Nach dem Konkurs ihres Kunsthandwerksgeschäfts in Berlin-Schöneberg und einer sich anschließenden Ausbildung zur Stenokontoristin folgte 1971–1975 ein Pädagogikstudium als Deutsch- und Kunstlehrerin an der Pädagogischen Hochschule Berlin. 1975–1994 schließlich arbeitete Sigrun Casper – nur unterbrochen von einem viersemestrigen Aufbaustudium der Sonderpädagogik – als Sonderschullehrerin an einer Lernbehindertenschule in Berlin-Wedding.

## Wirken
An die Öffentlichkeit trat Sigrun Casper 1970 bis 1980 zunächst unregelmäßig als freie Mitarbeiterin des Berliner Tagesspiegels mit Glossen und Betrachtungen, um 1984 schließlich ihre erste Buchveröffentlichung vorzulegen. In der Folgezeit arbeitet sie seit 1999 vornehmlich mit dem Tübinger konkursbuch Verlag von Claudia Gehrke zusammen, wobei ihr literarischer Schwerpunkt bislang vor allem auf Veröffentlichungen von Kurzgeschichten und Romanen, darunter zwei Jugendbucherzählungen, liegt.
Ausgehend von ihrem Studium als Stoffmusterdesignerin ist Sigrun Casper daneben aber auch bildnerisch tätig: nach einer größeren Zahl von Leinwandgemälden (siehe Abb.), die sie in den frühen 1990er Jahren schuf und zum Teil auch ausstellte, beschäftigt sie sich gegenwärtig auf diesem Gebiet vor allem mit Objektmalerei. Seit ihrer Kindheit ambitionierte Fotografin, konnte sie außerdem inzwischen viele ihrer Fotos in ihre eigenen Buchveröffentlichungen aufnehmen und 2004 auch zur gestalterischen Grundlage eines Kartenspiels für Kinder machen.

## Bibliographie

### Kinder- und Jugendliteratur
- Der Springer über den Schatten. Beltz & Gelberg, Weinheim-Basel 1990, ISBN 3-407-80690-6.
- Gleich um die Ecke ist das Meer. KeRLE-Verlag, Freiburg-Wien 1996, ISBN 3-85303-105-6; TB-Ausgabe dtv, München 2001, ISBN 3-423-78172-6.

### Lyrik
- Mitlesebuch 25 – Sigrun Casper. Aphaia-Verlag, Berlin 1997
- Zeitlos dein Lächeln. Erotische Gedichte. konkursbuch Verlag, Tübingen 2010, ISBN 978-3-88769-755-6.
- Mitlesebuch 115 – Gedichte. Aphaia Verlag, Berlin 2012
- Ein Fetzen Himmelsblau. Gedichte. konkursbuch Verlag, Tübingen 2018, ISBN 978-3-88769-682-5.
- Der Himmel taugt nicht für das Viereck eines Fensters. Gedichte zur Zeit. konkursbuch Verlag, Tübingen 2022, ISBN 978-3-88769-905-5.

### Prosa
- Der unerfindliche Schmandlau. Kurzgeschichten. Zeichnungen von Anni Schroeder. Selbstverlag, Berlin 1980
- Das Ungeheuer. 10 Berliner Liebesgeschichten. Schriftstellerei Ute Erb, Berlin 1984, ISBN 3-923695-00-4.
- Versteinerungen. Kurzprosa. Neue Gesellschaft für Literatur e.V., Berlin 1988
- Handschrift eines Mordes. Roman. konkursbuch Verlag, Tübingen 1999, ISBN 3-88769-146-6.
- Bleib, Vogel. Liebes-Geschichten. konkursbuch Verlag, Tübingen 2000, ISBN 3-88769-159-8.
- Sumsilaizos. Roman. Verlag Freies Geistesleben, Stuttgart 2002, ISBN 3-7725-1958-X.
- Salz und Schmetterling. Roman. konkursbuch Verlag, Tübingen 2002, ISBN 3-88769-192-X.
- Zweisamkeit und andere Wortschätzchen. konkursbuch Verlag, Tübingen 2004, ISBN 3-88769-183-0.
- Eine andere Katze. Roman. Zeichnungen von Sonja Köditz. konkursbuch Verlag, Tübingen 2005, ISBN 3-88769-340-X.
- Chagall ist schuld. Ost-West-Geschichten. konkursbuch Verlag, Tübingen 2009, ISBN 978-3-88769-375-6.
- Männergeschichten. konkursbuch Verlag, Tübingen 2010, ISBN 978-3-88769-732-7.
- ars incognita / Bilder und Gedanken zur Kunst. konkursbuch Verlag, Tübingen 2013, ISBN 978-3-88769-787-7.
- Schultage. Beobachtungen & Geschichten. konkursbuch Verlag, Tübingen 2014, ISBN 978-3-88769-650-4 (auch als E-Book)
- Unterbrochene Schienen. Erzählungen. konkursbuch Verlag, Tübingen 2014, ISBN 978-3-88769-675-7 (Leicht erweiterte Neuauflage von Chagall ist schuld von 2009; auch als E-Book)
- Der Wortjongleur. Roman. konkursbuch Verlag, Tübingen 2015, ISBN 978-3-88769-573-6 (auch als E-Book)
- Unterbrochene Schienen. Ost-West-Geschichten. konkursbuch Verlag, Tübingen 2019, ISBN 978-3-88769-675-7 (Inhaltsgleiche Neuauflage der Unterbrochenen Schienen von 2014)
- Der unerfindliche Herr Schmandlau. Erzählungen. konkursbuch Verlag, Tübingen 2019, ISBN 978-3-88769-697-9.
- Wortschätzchen 2.0. Privates, Politisches, Lästerliches von A bis Z. konkursbuch Verlag, Tübingen 2020, ISBN 978-3-88769-290-2.
- Tanzen, Macht, Queer und andere Wortschätzchen 3.0. konkursbuch Verlag, Tübingen 2023, ISBN 978-3-88769-965-9.

### Herausgeberschaften
- Konkursbuch 40: Alter. Hrsg. zus. mit Klaus Berndl, Jenny Schon, Hartmut Kieselbach. konkursbuch Verlag, Tübingen 2003, ISBN 3-88769-240-3.
- Konkursbuch 43: Scham. Hrsg. zus. mit Klaus Berndl, Salean A. Maiwald. konkursbuch Verlag, Tübingen 2005, ISBN 3-88769-243-8.
- Konkursbuch 48: Familien-Bande. Hrsg. zus. mit Claudia Gehrke. konkursbuch Verlag, Tübingen 2009, ISBN 978-3-88769-248-3.
- Konkursbuch 51: Außenseiter. konkursbuch Verlag, Tübingen 2013, ISBN 978-3-88769-251-3.
- Konkursbuch 52: Liebe. konkursbuch Verlag, Tübingen 2015, ISBN 978-3-88769-252-0.
- Konkursbuch 53: Geld. konkursbuch Verlag, Tübingen 2017, ISBN 978-3-88769-253-7.
- Konkursbuch 54: Lügen. konkursbuch Verlag, Tübingen 2019, ISBN 978-3-88769-254-4.
- Konkursbuch 57: der die das Fremde. konkursbuch Verlag, Tübingen 2021, ISBN 978-3-88769-257-5.
- Konkursbuch 60: Schönheit. Hrsg. zus. mit Sophie Voigtmann. konkursbuch Verlag, Tübingen 2025, ISBN 978-3-88769-260-5.

### Sonstiges
- Das fantastische Alphabet-Quartett. Kartenspiel von Sigrun Casper (Fotografien und Text) und Andrea Schultz (Fotografien und Text); Persen Verlag, Buxtehude 2004, 3. Aufl. ISBN 978-3-8344-0310-0.
- Die Japaner machen es mit Stühlen. CD. Autoreneinlesung von Wortschätzchen und Bleib, Vogel. konkursbuch Verlag, Tübingen 2007, ISBN 978-3-88769-424-1.
- Buchstaben-Trio. Spiel mit Fotokarten von Sigrun Casper und Andrea Schultz, grafische Gestaltung Kai Casper; Wehrfritz GmbH, Bad Rodach 2010